# Pablo Honey
Pablo Honey – debiutancki album brytyjskiego zespołu Radiohead wydany 22 lutego 1993. Nagrany w latach 1992–1993. Najbardziej znany z wydanej rok wcześniej na singlu piosenki „Creep”. Tytuł albumu pochodzi ze skeczu grupy Jerky Boys, gdzie pada kwestia „Pablo, honey? Please come to Florida!”. Ten fragment można usłyszeć w utworze „How do you?”.

## Lista utworów
- Wszystkie piosenki zostały skomponowane przez zespół. Słowa napisane przez Thoma Yorke’a.

1. „You” – 3:29
2. „Creep” – 3:56
3. „How Do You?” – 2:12
4. „Stop Whispering” – 5:26
5. „Thinking About You” – 2:41
6. „Anyone Can Play Guitar” – 3:38
7. „Ripcord” – 3:10
8. „Vegetable” – 3:13
9. „Prove Yourself” – 2:25
10. „I Can't” – 4:13
11. „Lurgee” – 3:08
12. „Blow Out” – 4:40
13. Dodatkowo na amerykańskim wydaniu został zamieszczony bonus, z amerykańską radiową wersją „Creep” (z ocenzurowaną linijką z refrenu „so fucking special”, zmienianą na „so very special”).

## Skład zespołu
- Thom Yorke – śpiew, gitara
- Jonny Greenwood – gitara, fortepian, organy
- Ed O’Brien – gitara, śpiew
- Colin Greenwood – gitara basowa
- Phil Selway – perkusja